# 87分署シリーズ
87分署シリーズ（はちじゅうななぶんしょシリーズ、87th precinct）は、エヴァン・ハンター（Evan Hunter）がエド・マクベイン（Ed McBain）名義で発表した警察小説のシリーズ。
1956年にシリーズ第1作「警官嫌い」が出版され、以後、約50年にわたって書き継がれた。警察の捜査活動から登場人物の私生活にいたるまでをリアルに描く「警察小説」（police procedural）というジャンルを確立した作品として知られる。
黒澤明の『天国と地獄』など映像化された作品も多い（「ドラマや映画になった作品」参照）。

## 内容

### 物語
本シリーズは、アメリカ東部に位置する都市、アイソラ(Isora)を舞台としている。多種多様な人種が居住し、それぞれ独自の文化を根付かせている全米屈指の大都市であり、また全米屈指の犯罪が多い街でもある。アイソラ市警察の第87分署は市内でも事件の多い管轄の一つであり、その中には貧民街や、ごく例外的な存在ではあるが高級住宅街も存在している。87分署刑事課の刑事はこの管轄で毎日発生する窃盗から殺人まで、様々な犯罪に日々対処していく。

### 舞台
アイソラは架空の街であるが、モデルとなったのはニューヨークで、アイソラの地形はニューヨーク市周辺を90度右に倒したものと言われている。また後述するように、アイソラ市警察のモデルとなったのはニューヨーク市警察である。ニューヨークでは東西にストリート（日本語版では○○丁目）、南北にアベニュー（同○○街）と碁盤の目状に道路が走っているが、アイソラではこれが南北にストリート、東西にアベニューとなっている。マンハッタンに相当するのは二つの川に挟まれ湾を臨むアイソラ島。
87分署の所在地は、アイソラ島中央にあるグローバー公園北側を走る「グローバーアベニュー」沿いで、これはニューヨークで言えばセントラルパークウェストというのが通説。実際はニューヨーク市警察(New York Police Department:NYPD)マンハッタン北部警ら管区の20分署と24分署の管轄であり、元々87分署という分署は実在しない。またオリー・ウィークスの所属として83分署と88分署が登場し、どちらもアイソラ島(マンハッタン)にあることになっているが、NYPDで80番台の分署は81、83、84、88で、全てブルックリンにある。アイソラ島にあるミドタウン南分署とミドタウン北分署は同名のものがNYPDにも実在し、所在地も実際の所在地に近いと思われる。

#### 警察の活動
捜査活動でキャレラが捜査車両を路上駐車させると、駐車許可証（「POLICE Official Business」の文字入りボード）を外から見えるようにしておく記述がでてくる。こういったことはNYPDでも実際に行われており、目的はパトロール警官が一般車両と誤解し、取り締まりされることを防ぐためである。

#### 用語
文中に「無線パトロール車」という言葉が出てくることがあるが、これの原文はRadio Motor Patrol (Vehicle)と思われる。省略形はRMPやRMP's。意味はPolice car(パトカー)やパトカーを使った警ら活動、またはパトカーの警ら班のこと。ニューヨークでは1920年代に無線機を搭載したパトカーによる警ら活動が行われるようになり、これを指す言葉として使われるようになった。今日ではPolice carという言葉の方が一般的に使われているが、市当局はRadio Motor Patrolの方を正式な呼称として使用することがあり、一般においても特にNYPDの警ら車両などを表す言葉として意識して使われることがある。同様に、古い翻訳のもので「無標識の警察車」となっているものはUnmarked Policecar、現代でいうところの覆面パトカーのこと。

#### 階級
アイソラ市警察では刑事(Detective)は巡査(現在はPolice officer、昔はPatrolman)と同等で、巡査部長(Sergeant)より下位にあるのだが、NYPDにおいても刑事は巡査部長の下位にあって巡査と同等となっている。ただしこれはあくまでニューヨークのやりかたで、他の警察においては異なっている。ロサンジェルス市警察(LAPD)では刑事は巡査の上位階級で、巡査部長と同等である。こういった大きな違いはそれぞれが高い独立性を有する、アメリカの自治体警察の事情を反映したものである。
刑事は一級刑事、二級刑事、三級刑事と階級が分かれているが、これもNYPDにもある制度。NYPDでは刑事試験に合格し刑事(Detective)になったものは、通常はDetective Grade 3(三級刑事)になる。検挙実績などで能力を認められればGrade 2、Grade 1と刑事としての序列が上がっていく。

#### 組織
主人公のスティーブ・キャレラ二級刑事らが所属する87分署刑事課は、英語で表記すると87th Precinct Detective Squadである。直訳すれば「第87分署刑事分隊」になるであろう。しかし刑事課は分署ごとに配置され、刑事課長(Squad Commander)が掌握するが、各分署の刑事課は刑事管区が管理しており、つまり管区の上位にあって全刑事の責任者となるのが刑事部長である。
87分署刑事課長はピーター・バーンズ警部(Lt. Peter Byrnes)である。Lieutenantは辞書では警部補となっているが、本作では警部と表記されている。日本の警察の警察署刑事課長(警部)に相当する役職で、分署管轄内における捜査指揮の責任を負う。他作品と比較すると、刑事ドラマ「刑事コジャック」のテオ・コジャック警部補(Lt. Theo Kojak)もバーンズ警部と同階級のLieutenantで、分署刑事課長である。

#### 時代と共に変化したこと
前項で述べた分署名と配置のようなことを除けば、この項で述べたようにアイソラ市警察に関する表記はNYPDそのものと言っても差し支えない。しかし初期の作品は1950年代に発表されていることもあり、それらに書かれていることは現在と比べれば大きく異なる点もある。
「ハートの刺青(The Con Man)」ではパトロール警官が死体を発見し、それを街頭警察電話で通報する場面があるが、現在ではこれは見られない。街頭警察電話というのはまだ警官が無線機を携帯していない時代、警官用の街頭電話を市内各地に設置し、徒歩でパトロールしている警官などが本部に報告したり応援を求める場合に使用したもの。昔はニューヨークのみならず様々な都市で見られた物だが、現在は携帯用無線機が導入されており、通信はこれによって行うので街頭警察電話というものは必要がない。
刑事が携帯する拳銃も当初はリボルバーであったが、近年のものではグロックを携帯している。NYPDは他のアメリカの警察と同様に1990年代初頭に制式拳銃を見直し、リボルバーからセミオートマチックピストルへと変更した。NYPDはセミオートマチックピストルの一つとして、9mm口径のグロック19を採用した。
50年という長きに渡り出版されただけあって、NYPDの変化に沿うようにアイソラ市警も変化している。しかし2002年に出版された「でぶのオリーの原稿」によれば、1959年に出版された「キングの身代金」と「でぶ～」の間は作中では数年しか経っておらず、時間の変化は現実より遥かに緩やかである。

## 登場人物

### アイソラ市警察

#### 第87分署

##### 二級刑事
スティーブ・キャレラ (Stephen Louis "Steve" Carella)
本シリーズの実質的な主人公。身長180cmほどの鍛えられた体を持つ男で、その顔つきは時に東洋系と間違われる精悍さを持つとされている。妻・テディに心底ほれている。
マイヤー・マイヤー (Meyer Meyer)
キャレラの同僚でユダヤ人。親が悪意を持って名と苗字を同じにし、また非ユダヤ人街で育ったため、いじめに遭うなど苦労をした人物。そういった環境の中で善良な人間として育ってきたので大変な忍耐力を持つが、この忍耐は30歳前にして彼の頭髪を薄くするという形で表層化した。ある時彼はかつらをつけるが、同僚にからかわれたり、自分に似合うかどうか悩むなど、逆に彼自身を窮地に陥れる。
アーサー・ブラウン (Arthur Brown)
黒人の大男で、好男子と評される。
コットン・ホース (Cotton Hawes)
赤毛の大男で、こめかみのところだけ白髪（ナイフで切りつけられた傷が完治した後なぜか変わった）。30分署から87分署に異動でやってきたが、荒っぽい連中相手の捜査には不慣れだったため、容疑者宅に踏み込む時に失敗をしてキャレラを危うい目にあわせる。だがその後は執念で犯人を追い詰め逮捕し、仲間の信頼を得る。名前のカナ表記は当初のコットン・ハウズからコットン・ホースに変更された。
ボブ・オブライエン (Bob O'Brien)
今までに捜査の行きがかり上やむを得ず6人の人物を射殺しており、それが心に傷を負わせている。

##### 三級刑事
バート・クリング (Bert Kling)
シリーズ1作目「警官嫌い」にて、キャレラの助手を命じられたパトロール警官であった。その後刑事になり、87分署刑事課の面子に加わる。人違いで撃たれたり、婚約者が事件に巻き込まれて殺される（『クレアが死んでいる』）など、とことんついていない男。
ロジャー・ハヴィランド (Roger Havilland)
ブル(Bull)とあだ名されるが、この言葉には警官を表す俗語と、大柄な人間をあらわす俗語の両方の意が込められている。粗暴な、平たく言うと暴力警官。大男で、癇癪を起こして被疑者を殴り倒したりする。また賭博を見逃す代わりに賄賂も受け取るなど、必ずしも良心的な警官とはいえない。『被害者の顔』で、犯人に突き飛ばされた弾みで商店の窓に倒れこみ、割れた窓の破片で負傷し死亡。
タカシ・フジワラ (Tack Fujiwara)
通称はタック。分署内はおろか作中においても珍しい日系人。キャレラ（の風貌や人格）には本当の従兄弟以上に親しみを抱いており、よく「やあ、従兄の兄さん」と冗談交じりに挨拶する。これに対してキャレラも「オーハイヨー」（「おはよう」の訛り言葉）と返すのが恒例となっている。
ハル・ウィリス (Hal Willis)
警官の身体基準である身長5フィート8インチ（約170センチ）に辛うじて届いている小柄な刑事。柔道の名人である。
フランキー・ヘルナンデス (Frankie Hernandez)
プエルト・リコ系。87分署の中のプエルト・リコ系住人が多く住む地域で生まれ育った。『死にざまを見ろ』で、殺人犯に射殺される。

##### その他
ピーター・バーンズ (Peter Byrnes)
警部。87分署刑事課の責任者で、キャレラらの「親父」。刑事達を叱咤する頑固爺だが、部下に対する愛情を欠かしたことはない。事件が多発する87分署管轄の事件捜査を担当する身の上ながら、息子が麻薬中毒になったりクリングが深刻な問題を抱えるなど、父親としても捜査責任者としても管理職としても、苦労に暇がない。
アルフ・ミスコロ (Alf Miscolo)
庶務係の警官。彼の淹れるコーヒーは美味で、刑事たちがよく飲んでいる。『殺意の楔』で被弾したが、一命を取り留めた。

#### 本部鑑識課
サム・グロスマン (Sam Grossman)
科学捜査のプロ。現場の様々な遺留品や死体から、事件の様相を科学的に追求していく。
ピーター・クロニグ
グロスマンの部下、というより弟子。同じく科学捜査のプロで、現場に赴き証拠集めをすることもある。

#### 特別捜査官
アイリーン・バーク (Eileen Burke)
おとり捜査を主に行う、特殊捜査班の捜査官。赤毛でスタイルの良い美人。クリングと交際していたこともあったが、レイプ事件のおとり捜査中に自分もレイプ被害に遭い、それがきっかけとしてクリングと距離ができてしまう。
アニー・ロールズ
性犯罪専門の特別捜査官。「稲妻」でアイリーンを連続レイプ事件のおとり捜査官として起用するが、逆にアイリーンがレイプされてしまう。しかしアイリーンから得た手がかりから容疑者を洗い出し、自宅に赴いて厳しく追及、逮捕した。眼鏡をかけた教師のような顔をしているようだが、セックスのときは普段は隠れている美しい体で、男を魅了する。

#### その他
オリー・ウィークス一級刑事 (Oliver Wendell "Fat Ollie" Weeks)
当初は83分署の刑事として登場し、後に88分署に異動する。
太っちょで着るものにかまわず、粗雑で不快な体臭を漂わせる。
悪意なく人種差別的な言葉を吐き、法令を無視して捜査し、他人への配慮などまるでない態度から、87分署の刑事達の中でパーカーを除き彼と親しくしようとする者はいない。
しかしその粗雑で無配慮な行動は時に、事件を解決するために必要な手がかりを掴むのに役立つ。
自分と似たような名前の刑事が出てくるから、という理由で刑事ドラマ『ヒルストリート・ブルース』とその製作者を嫌っている。
後の作品では作家としてデビュー。ある女性との出会いを通じて善人になることを決意し、ダイエットにはげむ。

### 民間人
テディ・キャレラ (Teddy (Theodora) Carella née Franklin)
本名はシオドラ、旧姓はフランクリン。スティーブの妻。耳が不自由で言葉が話せないが、手話と豊かな表情により、スティーブと十二分に意思の疎通ができる。夫が追っている容疑者を偶然に見つけて後をつけるなど、活発で行動的な面を持つ（「ハートの刺青」では捜査協力までする）。
クレア・タウンゼント (Claire Townsend)
クリングの恋人である大学院生。知人の依頼で個人的に殺人事件の調査をしていた、当時まだ巡査だったクリングと知り合い、後に恋人関係になる。交際は順調で、クリングが休暇の時二人きりで旅行するほどの仲だったが、本屋での銃乱射事件に巻き込まれて死亡する(「クレアが死んでいる」)。このクレアの死は、クリングの「踏んだり蹴ったり女性遍歴」の始まりでもあった。
クリフ・サヴィッジ (Cliff Savage)
サツ回りの新聞記者で、87分署に度々出入りする。「ネタ（記事）のため」なら手段を択ばず、勝手な思い込みで捜査を引っ掻き回したり、オフレコでキャレラがしゃべった個人的推測を確定的かのように報じるなど、87分署の刑事課に迷惑をかけている。それでいて反省する様子もなく涼しい顔をしてとぼけている、とても善良な記者とは言えない人物。特にキャレラにとっては愛する婚約者であるテディと自分に対し、一歩間違えば二人とも死んで居たかも知れない風説誘導を平然と行ったため、憎むべき相手となっている。

### 犯罪者
デフ・マン/つんぼ男 (The Deaf man)
天才的な犯罪者で、度々87分署管内及びアイソラ市全域で犯罪活動を行っている。補聴器をつけている姿を度々目撃されていることから「デフ・マン/つんぼ男」と呼ばれているが、本当に耳が不自由かどうかは不明である。
警官というものは頭を使えない玩具の兵隊のようなものだと見下している一方、87分署刑事課に対しては敵愾心と執着心を抱いており、その感情から計画を急遽変更しては87分署に計画を妨害されることもある。
尚、「Deaf」は「耳が不自由な～」「聾唖の」といった意味を持つ形容詞であることから、古い翻訳では「つんぼ男」となっていた。近年は「つんぼ」が聾唖者に対する差別用語とされていることから、英語をそのまま片仮名にした「デフ・マン」が使われている。

## 作品一覧
シリーズ・日本語訳は早川書房が、ほぼ翻訳出版権を独占している。2021年より電子書籍化された。
ハヤカワ・ポケット・ミステリ、または単行版での刊行後は、ハヤカワ・ミステリ文庫で再刊（一部は文庫初刊）。

### 1950年代刊行作品
- 1. 警官嫌い (Cop Hater 1956年)

井上一夫訳 早川書房 1959年 のち文庫
- 2. 通り魔 (The Mugger 1956年)

田中小実昌訳 早川書房 1960年 のち文庫
- 3. 麻薬密売人 (The Pusher 1956年)

中田耕治訳 早川書房 1960年 のち文庫
- 4. ハートの刺青 (The Con Man 1957年)

高橋泰邦訳 早川書房 1960年 のち文庫
- 5. 被害者の顔 (Killer's Choice 1957-1958年)

加島祥造訳 早川書房 1960年 のち文庫
- 6. 殺しの報酬 (Killer's Payoff 1958年)

井上一夫訳 早川書房 1960年 のち文庫
- 7. レディ・キラー (Lady Killer 1958年)

田中小実昌訳 早川書房 1960年 のち文庫
- 8. 殺意の楔 (Killer's Wedge 1959年)

井上一夫訳 早川書房 1960年 のち文庫
- 9. 死が二人を ('til Death 1959年)

加島祥造訳 早川書房 1960年 のち文庫
- 10. キングの身代金 (King's Ransom 1959年)

井上一夫訳 早川書房 1960年 のち文庫
堂場瞬一訳〔新訳版〕ハヤカワ・ミステリ文庫 2024年

### 1960年代刊行作品
- 11. 大いなる手がかり (Give the Boys a Great Big Hand 1960年)

加島祥造訳 早川書房 1960年 のち文庫
- 12. 電話魔 (The Heckler 1960年)

高橋泰邦訳 早川書房 1962年 のち文庫
- 13. 死にざまを見ろ (See Them Die 1960年)

加島祥造訳 早川書房 1961年 のち文庫
- 14. クレアが死んでいる (Lady, Lady I Did It 1961年)

加島祥造訳 早川書房 1962年 のち文庫
- 15. 空白の時 (The Empty Hours 1962年)

井上一夫訳 早川書房 1962年 のち文庫
- 16. たとえば、愛 (Like Love 1962年)

井上一夫訳 早川書房 1963年 のち文庫
- 17. 10プラス1 (Ten Plus One 1963年)

久良岐基一訳（加島祥造の別名義） 早川書房 1963年 のち文庫
- 18. 斧 (Ax 1964年)

高橋泰邦訳 早川書房 1964年 のち文庫
- 19. 灰色のためらい (He Who Hesitates 1965年)

高橋泰邦訳 早川書房 1965年 のち文庫
- 20. 人形とキャレラ (Doll 1965年)

宇野輝雄訳 早川書房 1966年 のち文庫
- 21. 八千万の眼 (80 Million Eyes 1966年)

久良岐基一訳 早川書房 1967年 のち文庫
- 22. 警官 さつ（Fuzz 1968年)

井上一夫訳 早川書房 1968年 のち文庫
- 23. ショットガン (Shotgun 1969年)

井上一夫訳 早川書房 1970年 のち文庫

### 1970年代刊行作品
- 24. はめ絵 (Jigsaw 1970年)

井上一夫訳 早川書房 1971年 のち文庫
- 25. 夜と昼 (Hail, Hail the Gang's All Here 1971年)

井上一夫訳 早川書房 1973年 のち文庫
- 26. サディーが死んだとき (Sadie When She Died 1972年)

井上一夫訳 早川書房 1974年 のち文庫
- 27. 死んだ耳の男 (Let's Hear It for the Deaf Man 1973年)

井上一夫訳 早川書房 1975年 のち文庫
- 28. われらがボス (Hail to the Chief 1973年)

井上一夫訳 ハヤカワ・ミステリ文庫 1976年
- 29. 糧 (Bread 1974年)

井上一夫訳 早川書房 1977年 のち文庫
- 30. 血の絆 (Blood Relatives 1975年)

井上一夫訳 早川書房 1978年 のち文庫
- 31. 命果てるまで (So Long as You Both Shall Live 1976年)

久良岐基一訳 ハヤカワ・ミステリ文庫 1979年
- 32. 死者の夢 (Long Time No See 1977年)

井上一夫訳 ハヤカワ・ミステリ文庫 1980年
- 33. カリプソ (Calypso 1979年)

井上一夫訳 早川書房 1981年 のち文庫

### 1980年代刊行作品
- 34. 幽霊 (Ghosts 1980年)

井上一夫訳 早川書房 1982年 のち文庫
- 35. 熱波 (Heat 1981年)

井上一夫訳 早川書房 1983年 のち文庫
- 36. 凍った街 (Ice 1983年)

井上一夫訳 早川書房 1985年 のち文庫
- 37. 稲妻 (Lightning 1984年)

井上一夫訳 早川書房 1986年 のち文庫
- 38. 八頭の黒馬 (Eight Black Horses 1985年)

井上一夫訳 早川書房 1987年 のち文庫
- 39. 毒薬 (Poison 1987年)

井上一夫訳 早川書房 1988年 のち文庫
- 40. 魔術 (Tricks 1988年)

井上一夫訳 早川書房 1989年 のち文庫
- 41. ララバイ (Lullaby 1989年)

井上一夫訳 早川書房 1990年 のち文庫

### 1990年代刊行作品
- 42. 晩課 (Vespers 1990年)

井上一夫訳 早川書房 1992年 のち文庫
- 43. 寡婦 (Widows 1991年)

井上一夫訳 早川書房 1993年 のち文庫
- 44. キス (Kiss 1992年)

井上一夫訳 早川書房 1994年 のち文庫
- 45. 悪戯 (Mischief 1993年)

井上一夫訳 早川書房 1996年 のち文庫
- 46. 87分署に諸人こぞりて (And All Through the House 1994年[2])

井上一夫訳 早川書房 ハヤカワミステリマガジン1987年1月号掲載、2022年現在未単行本化。
- 47. ロマンス (Romance 1995年)

井上一夫訳 早川書房 1998年 のち文庫
- 48. ノクターン (Nocturne 1997年)

井上一夫訳 早川書房 2000年 のち文庫
- 49. ビッグ・バッド・シティ (The Big Bad City 1999年)

山本博訳 早川書房 2000年 のち文庫

### 2000年代刊行作品
- 50. ラスト・ダンス (The Last Dance 2000年)

山本博訳 早川書房 2000年 のち文庫
- 51. マネー、マネー、マネー (Money, Money, Money 2001年)

山本博訳 早川書房 2002年
- 52. でぶのオリーの原稿 (Fat Ollie's Book 2002年)

山本博訳 早川書房 2003年
- 53. 歌姫 (The Frumious Bandersnatch 2004年)

山本博訳 早川書房 2004年12月
- 54. 耳を傾けよ！ (Hark! 2004年)

山本博訳 早川書房 2005年10月
- 55. 憎悪 (Merely Hate 2005年)

木村二郎訳 創元推理文庫『十の罪業　Red』 2009年（に収録）
- 56. 最後の旋律 (Fiddlers 2005年)

山本博訳 早川書房 2006年5月

## ドラマや映画になった作品
日本で作られているものはすべて翻案だが、欧米で製作される場合も87分署シリーズは必ずしもアイソラやニューヨークが舞台とは限らず、物語の土台に87分署シリーズの粗筋を用いて作品が作られることも多い。
以下、かぎ括弧内は基となった作品の和題。

### 日本
- 天国と地獄（1963年、東宝） - 「キングの身代金」
- 恐怖の時間（1964年、東宝） - 「殺意の楔」
- 幸福（1981年、東宝） - 「クレアが死んでいる」
- 火曜日の女シリーズ『木の葉の舟』（1970年、日本テレビ）
- 87分署シリーズ・裸の街（1980年、フジテレビ、連続ドラマ）
放送中にドラマの写真（本編スチール）がハヤカワ文庫の表紙に使用された。また、2時間ドラマの枠でも製作された。
- 太陽にほえろ! 第571話「誘拐」（1983年、日本テレビ） - 「キングの身代金」
- 火曜サスペンス劇場『わが町』（1992年-1998年、日本テレビ、2時間ドラマ）- 「キングの身代金」「クレアが死んでいる」など

### 海外
- 複数犯罪 (映画) - 「警(さつ)官」
マクベインがエヴァン・ハンター名義で脚本を執筆している。

- 刑事キャレラシリーズ (映画) 
  - 刑事キャレラ/10+1の追撃 (1972) - 「10+1」
  - 刑事キャレラ/血の絆 (1977) - 「血の絆」

- 87分署シリーズ (連続ドラマ)
  - ロバート・ランシング(スティーブ・キャレラ)
  - ジーナ・ローランズ(テディ・キャレラ)
  - ロン・ハーパー(バート・クリング)
  - グレゴリー・ウォルコット(ロジャー・ハヴィランド)
  - ノーマン・フェル(マイヤー・マイヤー)

- 新・刑事コロンボ
  - 第60話「初夜に消えた花嫁」 - 「命果てるまで」
  - 第64話「死を呼ぶジグソー」 - 「はめ絵」

## 漫画化された作品
いずれも発行は小池書院で、小池一夫が監修にあたっている。
- 警官嫌い(上下) 訳：井上一夫　作画：松森正
- 麻薬密売人 訳：中田耕治　作画：影丸穣也
- ハートの刺青　訳：高橋泰邦　作画：影丸穣也